# Putrajaya E-Prix
Der Putrajaya E-Prix ist ein Automobilrennen der FIA-Formel-E-Meisterschaft in Putrajaya, Malaysia. Es wurde erstmals 2014 ausgetragen. Der Putrajaya ePrix 2014 war das zweite Formel-E-Rennen.

## Geschichte
Für den Putrajaya E-Prix wurde ein temporärer Rundkurs auf öffentlichen Straßen in der Nähe des Büros des Premierministers ausgewählt.
Sam Bird gewann das erste Rennen vor Lucas di Grassi und Sebastien Buemi. Im folgenden Jahr erreichten erneut Bird und di Grassi das Podium, allerdings gewann diesmal di Grassi vor Bird. Dritter wurde Robin Frijns.

## Ergebnisse
| Auflage | Jahr    | Strecke   | Sieger                                      | Zweiter                                         | Dritter                                      | Pole-Position                       | Schnellste Runde                                 |
| ------- | ------- | --------- | ------------------------------------------- | ----------------------------------------------- | -------------------------------------------- | ----------------------------------- | ------------------------------------------------ |
| 1       | 2014/15 | Putrajaya | Sam Bird (Virgin Racing Formula E Team)     | Lucas di Grassi (Audi Sport ABT Formula E Team) | Sébastien Buemi (Team e.dams Renault)        | Nicolas Prost (Team e.dams Renault) | Jaime Alguersuari (Virgin Racing Formula E Team) |
| 2       | 2015/16 | Putrajaya | Lucas di Grassi (ABT Schaeffler Audi Sport) | Sam Bird (DS Virgin Racing Formula E Team)      | Robin Frijns (Amlin Andretti Formula E Team) | Sébastien Buemi (Renault e.dams)    | Sébastien Buemi (Renault e.dams)                 |

Anmerkungen
1. ↑  Nicolas Prost erzielte die schnellste Rundenzeit im Qualifying 2014. Wegen einer Startplatzstrafe ging er vom elften Platz ins Rennen, während Oriol Servià von der ersten Position startete. Die Rennserie wertete Prost dennoch als Pole-Setter und er erhielt die Bonuspunkte für die Pole-Position.